# Radio Barcelona
Radio Barcelona es una emisora de radio de Barcelona (España), participada mayoritariamente por Prisa Radio e integrada en la Cadena SER. Inaugurada el 14 de noviembre de 1924, está considerada la emisora decana de la radio española, al ser la primera que obtuvo concesión legal para emitir.

## Historia

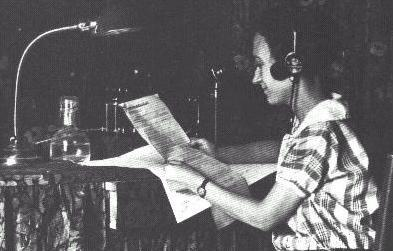
María Sabater, primera locutora de Radio Barcelona

Fundada por la Asociación Nacional de Radiodifusión, Radio Barcelona comenzó sus emisiones el 14 de noviembre de 1924, a las 6:30 p. m., con la locutora María Sabater al micrófono, que posteriormente cedió a Darío Rumeu, alcalde de Barcelona. La Dirección General de Comunicaciones le había asignado a la estación el indicativo EAJ-1 (códigos referentes a España, Telegrafía sin hilos —AJ— y primera emisora autorizada). El día de su inauguración se emitieron diferentes discursos de las autoridades y posteriormente un concierto que estuvo a cargo del pianista Torné y el violoncelista Oró.
A pesar del indicativo, Radio Barcelona no fue la primera emisora de radio en salir a las ondas; un año antes, Radio Ibérica de Madrid había realizado algunas pruebas, si bien la regularización del sistema llegó a través del reglamento del 14 de junio de 1924, en virtud del cual, la Dirección General de Comunicaciones concedía a Radio Barcelona la primera licencia de radio el 14 de julio, que permitía la ejecución de la instalación de la emisora. La autorización para el inicio oficial de las emisiones se decretó el 12 de noviembre. Para esa fecha, EAJ-2, Radio España de Madrid llevaba ya siete días emitiendo.
El 20 de febrero de 1926 trasladó sus estudios del Hotel Colón al número 6 de la calle Caspe. El 10 de febrero de ese mismo año se asoció a Unión Radio (hoy Cadena SER), que la compró en 1929, pasando a llamarse Unión Radio Barcelona hasta el fin de la guerra civil española . Tras la contienda, emitió algunos meses como Radio España de Barcelona 1, antes de recuperar su nombre original.
En 1991 inició las emisiones por la frecuencia modulada, inicialmente con el nombre de Radio Barcelona 2, utilizando la frecuencia que pertenecía a Radio Trafic (96.9 FM).
En el año 1994, con motivo de la conmemoración de su 70 aniversario, Radio Barcelona cedió a la Biblioteca de Cataluña su discoteca de discos de 78, 33 y 45 rpm y el archivo de cintas magnetofónicas (Archimag) con un amplio conjunto de programas y grabaciones propias.
Actualmente, parte del día emite como Radio Barcelona (en toda la provincia de Barcelona) y el resto  lo hace como SER Cataluña (en Cataluña, Andorra, Pirineos Orientales-Rosellón y Franja de Aragón), que a su vez conecta con Cadena SER España.

## Equipo directivo
| Cargo                                             | Persona            |
| Director de Radio Barcelona y Cadena SER Cataluña | Josep Maria Girona |
| Director de contenidos                            | Jaume Serra        |
| Jefe de informativos                              | Ramon Iglesias     |
| Director de deportes                              | Jordi Martí        |
| Jefe editorial                                    | Eduard Navarro     |

## Boletín de divulgación histórica
Durante los años en que fue director del Archivo Histórico de la Ciudad de Barcelona (AHCB), Agustín Durán  Sanpere realizó una notable tarea de divulgación de la historia de la ciudad. Un buen ejemplo de ello fue la emisión por Radio Barcelona del boletín semanal Divulgación histórica de Barcelona. Se emitieron mil cuatrocientos ochenta y ocho, entre los años 1944 y 1973, y se editaron los programas más destacados, con el título Barcelona. Divulgación histórica (14 volúmenes, 1945-1974).
El objetivo de estas emisiones era divulgar la historia local y hacerla llegar a todos los ciudadanos, a partir de un medio para difundir la cultura, en aquel momento innovador, como era la radio. En 1944, Radio Barcelona inició estos programas radiofónicos a través de los cuales se daban a conocer itinerarios históricos, legendarios y anecdóticos del pasado de la ciudad. Esta actividad se prolongó durante más de 30 años, lo que da una idea del interés despertado y el éxito obtenido en aquel momento.
Para poder realizar el proyecto, el en aquel entonces Instituto Municipal de Historia contó con la colaboración de numerosos intelectuales, entre los cuales estaban el mismo Durán  Sanpere, Adolfo Florensa, Armand de Fluvià, Josep Fontana, Martín de Riquer o Josep Maria de Sagarra, los cuales elaboraron una gran cantidad de textos en torno a Barcelona y su historia. El conjunto de estos textos es lo que hoy representa el fondo del Boletín de divulgación histórica custodiado en el AHCB.
Los documentos de este fondo se diferencian entre «originales» —los textos entregados por los propios autores, manuscritos o mecanografiados, a veces con notas y firmas—, y «programas», es decir los guiones emitidos por Radio Barcelona, la mayor parte de los cuales se encuentran en depósito en la Facultad de Ciencias de la Información de la UAB, a pesar de que la propiedad sigue siendo del Archivo Histórico de la Ciudad de Barcelona.
Con motivo de las emisiones del boletín Divulgación histórica de Barcelona, nació la agrupación Amics de Barcelona Històrica i Monumental de la Unió de Radioients de Ràdio Barcelona, bajo el patrocinio de Radio Barcelona y la dirección técnica del Instituto Municipal de Historia, a través del Archivo Histórico de la Ciudad de Barcelona.

## Frecuencias
| Emisora                                          | Frecuencia |
| Radio Barcelona Cadena SER (onda media)          | 666 AM     |
| Radio Barcelona Cadena SER (frecuencia modulada) | 96.9 FM    |
| Los 40 Classic                                   | 90.5 FM    |
| Los 40                                           | 93.9 FM    |
| Cadena Dial                                      | 99.4 FM    |
| Los 40 Dance                                     | 96.0 FM    |
| Los 40 Urban                                     | 104.2 FM   |

Las emisoras musicales emiten algunos turnos de fórmula en catalán, haciendo desconexión de la señal nacional. Esto es debido a leyes de la Generalidad de Cataluña. Todas las emisoras mencionadas emiten desde el centro emisor del Tibidabo, ubicado en el Pabellón de Radio Barcelona.